# Juigné-sur-Loire
Juigné-sur-Loire era una comuna francesa situada en el departamento de Maine y Loira, de la región de Países del Loira, que el 15 de diciembre de 2016 pasó a ser una comuna delegada de la comuna nueva de Les Garennes-sur-Loire al fusionarse con la comuna de Saint-Jean-des-Mauvrets.

## Demografía
| Gráfica de evolución demográfica de Jujigné-sur-Loire entre 1800 y 2014 |
|                                                                         |

Los datos demográficos contemplados en este gráfico de la comuna de Juigné-sur-Loire se han cogido de 1800 a 1999 de la página francesa EHESS/Cassini, y los demás datos de la página del INSEE.